# Pialea lutescens
Pialea lutescens är en tvåvingeart som beskrevs av John Obadiah Westwood 1876. Pialea lutescens ingår i släktet Pialea och familjen kulflugor. Inga underarter finns listade i Catalogue of Life.